# (4440) Tchantchès
(4440) Tchantchès – planetoida z wewnętrznej części pasa głównego asteroid okrążająca Słońce w ciągu 2 lat i 243 dni w średniej odległości 1,92 j.a. Została odkryta 23 grudnia 1984 roku w obserwatorium astronomicznym w at Haute Provence przez François Dossina. Nazwa planetoidy pochodzi od bohatera walońskiego folkloru Tchantchèsa, znanego w regionie pochodzenia odkrywcy. Przed jej nadaniem planetoida nosiła oznaczenie tymczasowe (4440) 1984 YV.